# لوني غوردون
لوني غوردون (بالإنجليزية: Lonnie Gordon)‏ هي مغنية مؤلفة ومغنية أمريكية، ولدت في 8 نوفمبر 1965 في فيلادلفيا في الولايات المتحدة.

## وصلات خارجية
- لوني غوردون على موقع ميوزك برينز (الإنجليزية)
- لوني غوردون على موقع ديسكوغز (الإنجليزية)